# Джексон, Гвен
Гвендолин «Гвен» Джексон (англ. Gwendolyn "Gwen" Jackson; род. 23 октября 1980 года, Юфола, Алабама, США) — американская профессиональная баскетболистка, выступавшая в женской национальной баскетбольной ассоциации. Была выбрана на драфте ВНБА 2003 года в первом раунде под общим шестым номером командой «Индиана Фивер». Играла в амплуа тяжёлого форварда. После окончания своей карьеры возглавила тренерский штаб родной школьной команды «Юфола Тайгерс». В последнее время руководила школьной командой «Остин-Ист Роадраннерс».

## Ранние годы
Гвен Джексон родилась 23 октября 1980 года в городе Юфола (штат Алабама) в семье из четырёх детей, училась она там же в одноимённой средней школе, в которой выступала за местную баскетбольную команду.